# Maria Goeppert-Mayer
Maria Goeppert-Mayer (Göppert-Mayer) (født 28. juni 1906 i Kattowitz, Schlesien (daværende Tyskland, nu Polen), død 20. februar 1972 i San Diego, California) var en tysk-amerikansk fysiker og en af de fem kvinder, som (per 2024) har modtaget Nobelprisen i fysik.
Hun underviste ved Johns Hopkins University (1930–1939), Columbia University (1939–1946), University of Chicago (1946–1960) samt ved University of California.
Goeppert-Mayer delte halvdelen af Nobelprisen i fysik med J. Hans D. Jensen i 1963 for sin opdagelser inden atomkerners skalstruktur og såkaldte magiske tal. (Den andre halvparten gik til Eugene Paul Wigner for teorier om atomkernens struktur).
I 1996 blev hun indskrevet i Kvindernes æresgalleri i USA.